# Júnior Moraes
Júnior Moraes, właśc. Aluísio Chaves Ribeiro Moraes Júnior, Ribeiro Moraes lub Moraes (ur. 4 kwietnia 1987 w Santosie, w stanie São Paulo, Brazylia) – ukraiński piłkarz pochodzenia brazylijskiego, grający na pozycji napastnika. 18 marca 2019 otrzymał obywatelstwo ukraińskie.

## Kariera piłkarska

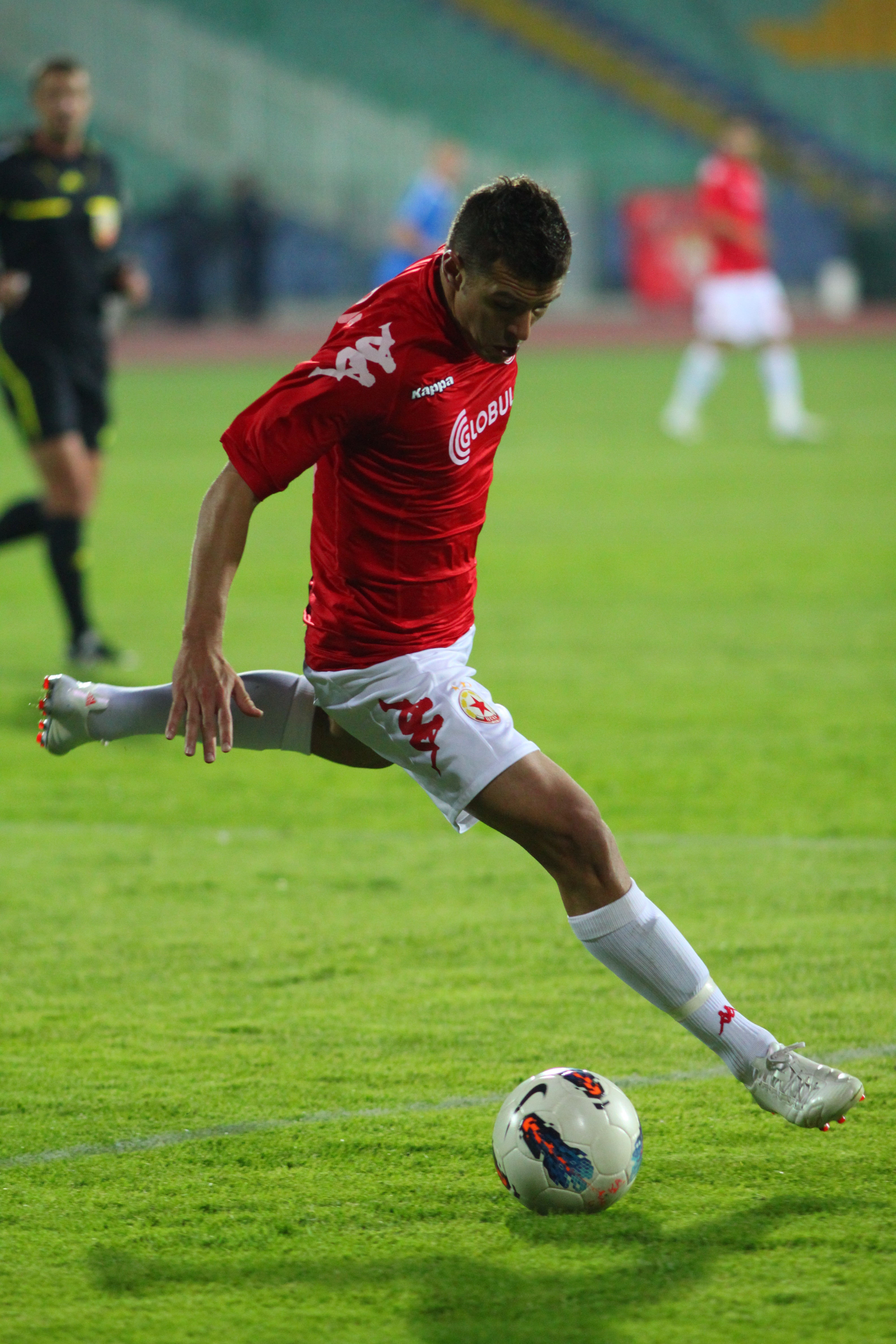
Moraes w barwach CSKA Sofia

### Kariera klubowa
Wychowanek Santosu FC, w którym rozpoczął karierę piłkarską. Potem został wypożyczony do klubów Ponte Preta i Santo André. Na początku 2010 wyjechał do Europy, gdzie został piłkarzem rumuńskiej Glorii Bystrzyca. 12 lutego 2011 roku podpisał 3-letni kontrakt z ukraińskim Metałurhiem Donieck. Latem 2011 zmienił klub na CSKA Sofia. W lipcu 2012 powrócił do Metałurha Donieck. 22 maja 2015 roku podpisał kontrakt z Dynamem Kijów, zgodnie z którym od 1 lipca 2015 piłkarz bezpłatnie przechodzi do kijowskiego klubu. 28 lutego 2017 został wypożyczony do chińskiego Tianjin Quanjian. 7 lipca 2017 wrócił do Dynama. W maju 2018 po wygaśnięciu kontraktu opuścił kijowski klub. 18 czerwca 2018 podpisał kontrakt z Szachtarem Donieck.

### Kariera reprezentacyjna
22 marca 2019 zadebiutował w narodowej reprezentacji Ukrainy w zremisowanym 0:0 meczu eliminacyjnym do ME z Portugalią.

## Sukcesy i odznaczenia

### Sukcesy klubowe
Santos FC
- wicemistrz Brazylii: 2007
- mistrz Campeonato Paulista: 2007

CSKA Sofia
- wicemistrz Bułgarii: 2012
- zdobywca Superpucharu Bułgarii: 2012

Dynamo Kijów
- mistrz Ukrainy: 2016/17
- zdobywca Superpucharu Ukrainy:2016

### Sukcesy indywidualne
- piłkarz roku w A PFG: 2011/12
- król strzelców A PFG: 2011/12